# Annogóra
Annogóra – kolonia w Polsce położona w województwie wielkopolskim, w powiecie szamotulskim, w gminie Obrzycko. Miejscowość wchodzi w skład sołectwa Piotrowo.